# Changes (песня Black Sabbath)
Changes (с англ. — «Перемены») — песня группы Black Sabbath. Впервые была выпущена в 1972 году на альбоме Vol 4. Это баллада о потерянных отношениях между людьми. Композиция отличается по стилю от ранее исполняемых группой: хотя баллады в творчестве группы были и раньше, но в композиции «Changes» не только нет тяжёлого гитарного саунда, но и не задействована электрогитара вообще.
Black Sabbath редко исполняли эту песню на концертах в 70-х годах. Новое живое исполнение песни произошло в 1990 году с вокалистом Тони Мартином.

## Исполнители (оригинальная версия)
- Оззи Осборн — вокал
- Тони Айомми — пианино, меллотрон
- Гизер Батлер — бас-гитара

## Другие исполнители
Каверы песни исполнялись многими исполнителями, включая The Cardigans и Overkill. Группа Hell Is For Heroes записали кавер-версию песни как сторону Б на своем сингле «Night Vision».
В 1993 году бывший вокалист Black Sabbath Оззи Осборн самостоятельно перезаписал песню как сингл к альбому Live and Loud. Этот сингл достиг 9-го места в хит-параде журнала Billboard Mainstream Rock Tracks, но не смог попасть в хит-парад Великобритании. В заглавном треке со второго альбома группы UNKLE «Never, Never, Land» были использованы фрагменты «Changes».

В 2013 году песня была исполнена музыкантом в стиле соул Чарльзом Брэдли.
Эминем использовал песню как основу для своей композиции «Going Through Changes» из альбома Recovery. Исполняется в телесериале «Противостояние» (The Stand) 2020 года.

### Версия Оззи Осборна и Келли Осборн
В 2003 году Оззи записал песню в дуэте со своей дочерью Келли. Изменённый по сравнению с оригиналом текст отражает нюансы их взаимоотношений. Сингл поднялся на первое место в Великобритании и продержался три недели на первом месте в London Fashion Chart. Он также достиг первого места в списке Kerrang! по частоте скачивания. Сингл был номинирован на «Грэмми».
В Великобритании сингл разошёлся тиражом в 470 000 экземпляров.

## Места в хит-парадах
| Год  | Сингл                               | Хит-парад                      | Высшее место |
| ---- | ----------------------------------- | ------------------------------ | ------------ |
| 2003 | «Changes» (Felix Da Housecat Remix) | U.S. Hot Dance Music/Club Play | 43           |
| 2003 | «Changes»                           | Irish Singles Chart            | 7            |
| 2003 | «Changes»                           | UK Singles Chart               | 1            |